# Acantholytoceras
Acantholytoceras – rodzaj amonita.
Żył w okresie kredy (barrem).